# Uroš Josipović
Uroš Josipović (...) è un giocatore di football americano serbo, che gioca nel ruolo di defensive lineman per i Novi Sad Wild Dogs.